# إدوارد دوليزال
إدوارد دوليزال (بالألمانية: Eduard Dolezal) (و. 1862 – 1955 م) هو مساح، وفيزيائي، وأستاذ جامعي من النمسا.
توفي عن عمر يناهز 93 عاماً.

## التعليم
تعلم في الجامعة التقنية في فيينا